# Parafia św. Bartłomieja we Wsoli
Parafia św. Bartłomieja we Wsoli – jedna z 13 parafii rzymskokatolickich dekanatu jedlińskiego diecezji radomskiej.

## Historia

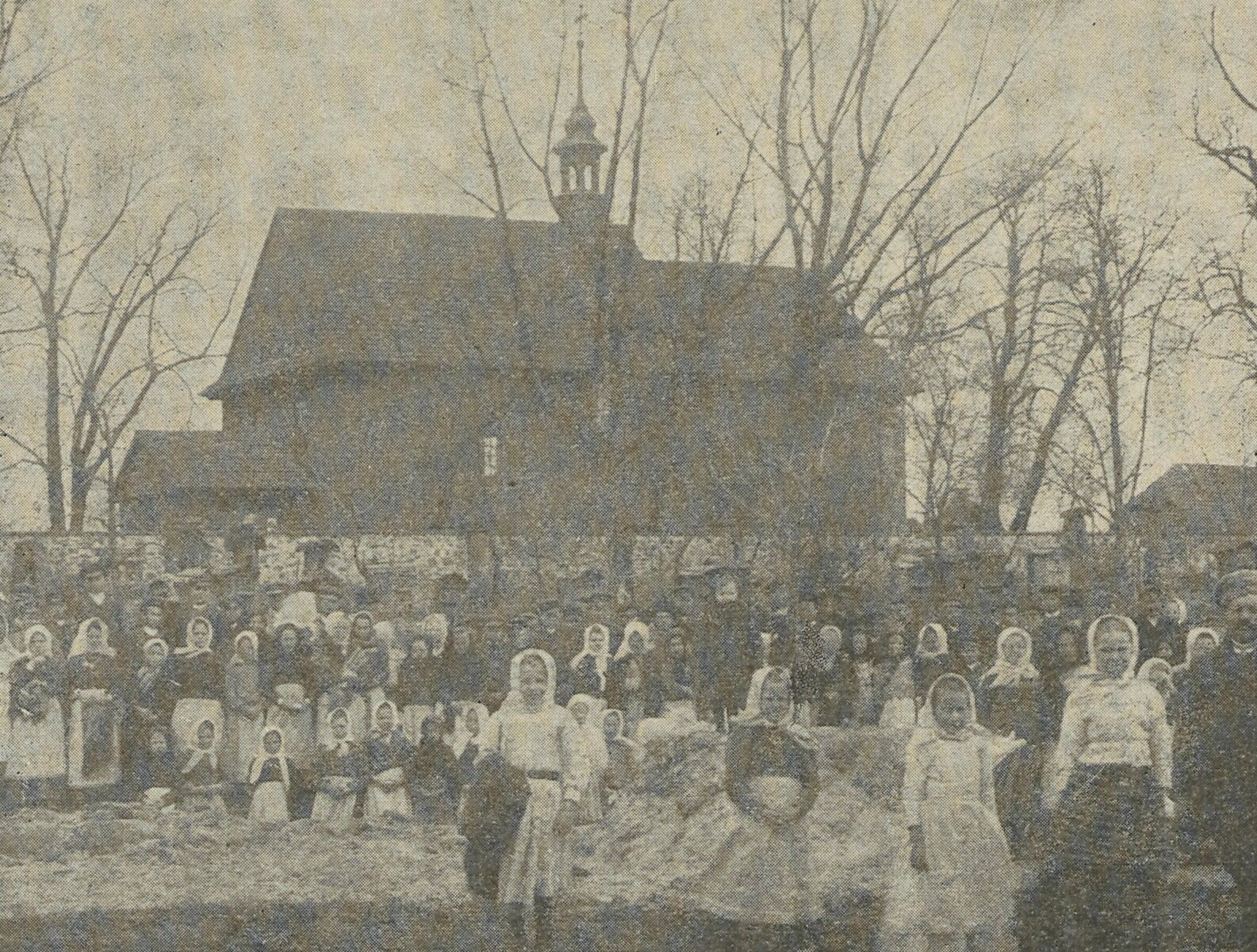
Kościół przed 1911

- Pierwotny kościół drewniany pw. św. Bartłomieja istniał tu w 1440. Wtedy też powstała parafia W XVI w. kościół opustoszał, gdyż urządzono zbory ariańskie we Wsoli i w Owadowie. W 1629 Krzysztof Siemieński zbudował nowy kościół modrzewiowy, który został konsekrowany w 1634 przez biskupa krakowskiego Tomasza Oborskiego. Obecny kościół, według projektu arch. Jarosława Wojciechowskiego i Kazimierza Prokulskiego,  zbudowano w latach 1918–1930 staraniem ks. Piotra Janaszka, ks. Wacława Wójcika i ks. Władysława Muszalskiego, przy wsparciu ludności. Konsekrował go 15 września 1934 bp Włodzimierz Jasiński. Świątynia była restaurowana w 1970. Kościół jest obiektem w stylu neoromańskim, wzniesionym z czerwonej cegły.

## Proboszczowie
- ks. Stanisław Bryński (1945–1954)
- ks. Jan Duraziński (1954–1983)
- ks. Andrzej Wróblewski (1983–1984)
- ks. Tadeusz Morawski (1984–1992)
- ks. kan. Andrzej Pawlik (1992–2019)
- ks. kan. dr Roman Kotlimowski (od 2019)

## Zasięg parafii
Do parafii należą wierni z miejscowości: Gózdek, Józefówek, Kamińsk, Klwaty, Klwaty-Ludwików (część), Owadów, Piastów, Wola Owadowska (część), Wielogóra (część), Wsola.